# My Lights
My Lights è un brano promozionale della cantante austriaca Conchita Wurst, pubblicato nell'ottobre del 2014, contenuto in Licht ins Dunkel 2014/2015, un CD di beneficenza (tradotto "luce nelle tenebre del 2014/2015"). Il brano è stato scritto/pubblicato interamente per fini di beneficenza. La copertina del brano è inoltre usata come la copertina del progetto discografico.
Il singolo esce anche in duetto con Axel Wolph.